# Darnózseli
Darnózseli là một thị trấn thuộc hạt Győr-Moson-Sopron, Hungary. Thị trấn này có diện tích 19,61 km², dân số năm 2010 là 1590 người, mật độ 81 người/km².